# Kirchberg am Walde
Kirchberg am Walde – gmina targowa w Austrii, w kraju związkowym Dolna Austria, w powiecie Gmünd, w rejonie Waldviertel. Według Austriackiego Urzędu Statystycznego liczyła 1 352 mieszkańców (1 stycznia 2014).